# Holstentorplatz

Die Lage des heutigen Holstentorplatzes, rot markiert

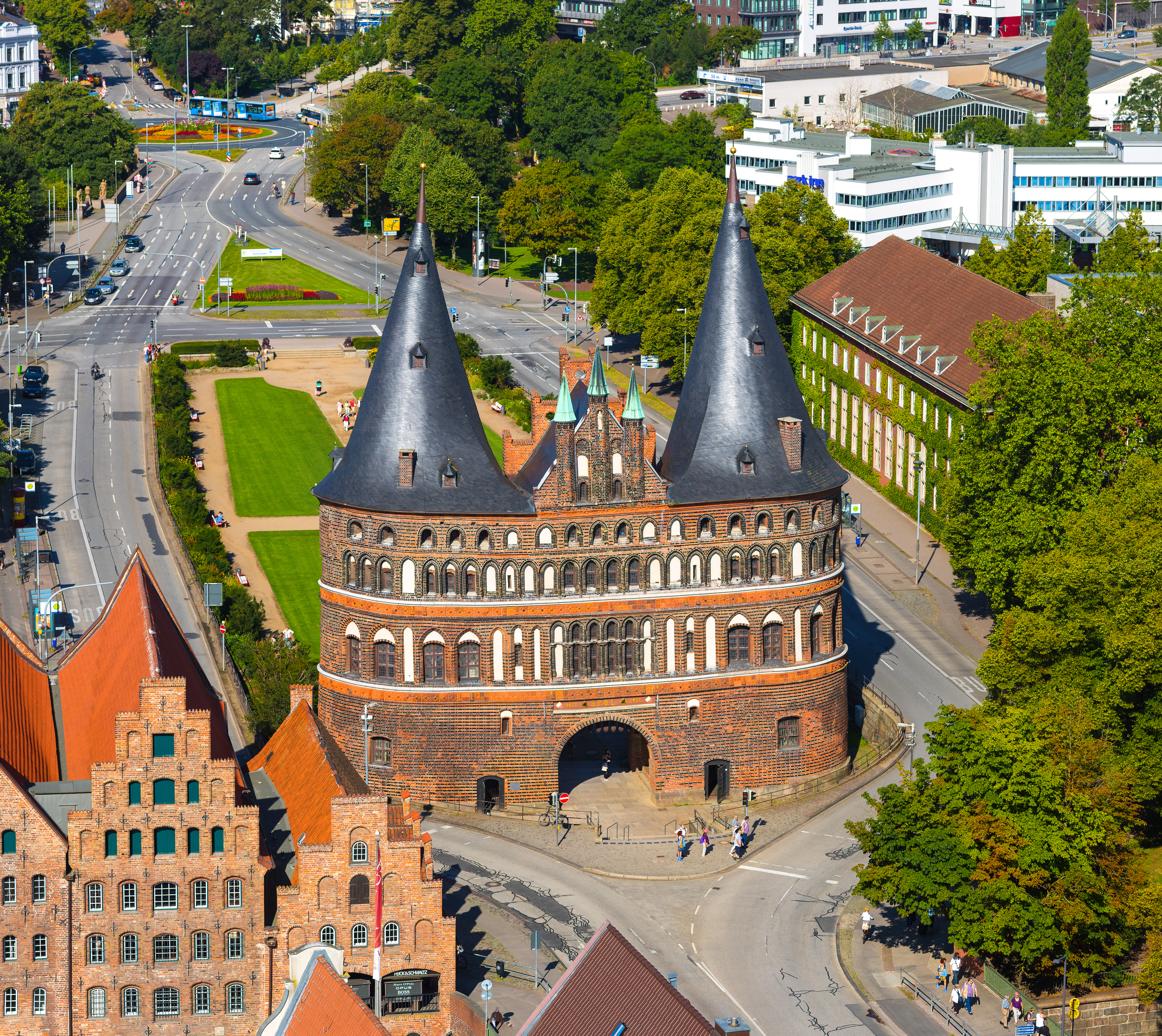
Blick von der Petrikirche auf den Holstentorplatz mit Holstentor. Im Vordergrund links die Salzspeicher, im Hintergrund der Lindenplatz.

Blick vom Holstentorplatz auf das Holstentor. Im Hintergrund links die Türme der Marienkirche.

Der Vorläufer des Holstentorplatzes mit Bismarckdenkmal, um 1913

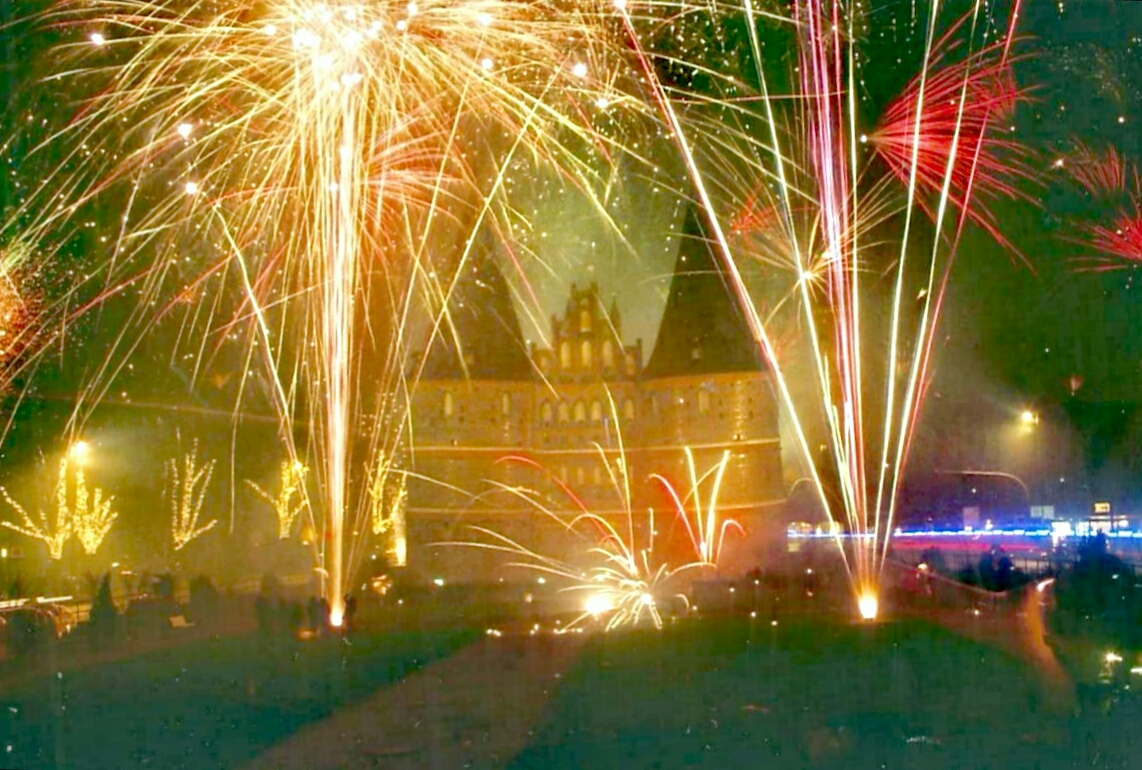
Holstentorplatz zum Jahreswechsel

Der Holstentorplatz ist ein Platz unmittelbar außerhalb der Lübecker Altstadt.

## Lage und Gestalt
Der Holstentorplatz, etwa 170 Meter lang und 70 Meter breit, erstreckt sich in Ost-West-Richtung. Er beginnt in Verlängerung der Holstenstraße an der Kreuzung mit Obertrave und Untertrave und reicht bis zur Puppenbrücke. Seine westliche Begrenzung wird durch die Kreuzung mit der Possehlstraße und der auf die Wallhalbinsel führenden Willy-Brandt-Allee gebildet. Nach Osten hin mündet unmittelbar am Holstentor von Süden kommend die Wallstraße in den Holstentorplatz ein.
Das Innere des länglichen Platzes ist als Grünanlage gestaltet, deren zentraler Weg direkt auf das am östlichen Ende befindliche Holstentor zuläuft. Die äußeren Bereiche sind dem Verkehr vorbehalten und als mehrspurige Straße ausgebildet, die nach Fahrtrichtungen getrennt aufgespalten ist und den Park vollständig einfasst.

## Geschichte
Der Holstentorplatz in seiner heutigen Gestalt und Ausdehnung entstand erst in den 1930er Jahren bei der völligen Neugestaltung der Umgebung des Holstentors.
Bis 1851 wurde das Gelände von den im 17. Jahrhundert errichteten Festungswällen und dem Äußeren Holstentor von 1585 eingenommen, das in die Wälle integriert war und den einzigen Zugang zur Stadt von Westen her darstellte. Das heute erhaltene ältere Holstentor war hinter diesen Anlagen verborgen. Beim Bau des ersten Lübecker Bahnhofs im Jahre 1851 wurden zunächst nur die äußeren Wälle abgetragen, die Holstentore jedoch vorerst nicht angetastet. Es stellte sich aber bald heraus, dass der schmale Durchlass der mittelalterlichen Toranlage eine erhebliche Behinderung für den Verkehr zwischen Stadt und Bahnhof darstellte; zudem wurde rasch eine Erweiterung der Bahnanlagen nötig, für die Platz geschaffen werden musste.
Von August 1853 bis Februar 1854 wurde das Äußere Holstentor mit den umgebenden Festungswällen abgetragen. Das verbleibende Holstentor wurde seiner Funktion entkleidet; der Verkehr floss fortan nicht mehr durch seinen Torbogen, sondern über neu angelegte Straßen, die zu beiden Seiten um das Bauwerk führten. Zum Empfangsgebäude der Lübeck-Büchener Eisenbahn führte fortan die Straße Am Bahnhof. Auf der neu entstandenen Fläche zwischen dem Bahnhof und dem nunmehr denkmalartig freigestellten Holstentor entstand ein kleiner Park, in dem 1903 ein Bismarckdenkmal des Künstlers Emil Hundrieser aufgestellt wurde. Geplant war die Erweiterung zu einer Statuengruppe mit Kaiser Wilhelm I. und Helmuth von Moltke, die aber nie zustande kam.
1901 beschlossen Senat und Bürgerschaft, den Bahnhof von seinem eingeengten seinerzeitigen Standort 500 Meter westwärts zu verlegen, wo hinreichend Raum für zeitgemäße Bahnanlagen zur Verfügung stand. Zugleich erging an die Architekten Karl von Großheim, Karl Hinckeldeyn und Hermann von der Hude der Auftrag, ein Gutachten über die künftige Nutzung des dadurch freiwerdenden Geländes vor dem Holstentor zu erstellen. Die Architekten empfahlen die Anlage eines monumentalen Forums als Empfangsraum Lübecks. Mit diesem Gutachten als Grundlage fand 1906 ein Architektenwettbewerb für die Gestaltung des Terrains statt. Am 22. September 1906 gab Oberbaudirektor Johannes Baltzer zwar die Ergebnisse bekannt, aber verwirklicht wurde keiner der Umbauentwürfe. Auch nach der Inbetriebnahme des neuen Bahnhofs 1908 blieben das nunmehr ungenutzte alte Bahnhofsgebäude sowie der kleine Park erhalten und die auch zahlreichen nachfolgenden Pläne zur Anlage eines großzügigen, von repräsentativen Bauten gesäumten Platzes gelangten nie zur Umsetzung, da in keinem Falle Einigkeit über den erwünschten ästhetischen und städtebaulichen Effekt und die einzusetzenden gestalterischen Mittel erlangt werden konnte.
Nach dem Ersten Weltkrieg ruhten die Absichten, die Umgebung des Holstentors neu zu fassen, für einige Jahre. Im Februar 1926 wurde der von Oberbaurat Friedrich Wilhelm Virck entwickelte amtliche Plan vorgestellt, den Verkehr samt Straßenbahn ausschließlich südlich am Holstentor vorbeizuleiten und vor dem Stadttor einen großen Platz zu schaffen, der von einem Ensemble repräsentativer Großbauten – Kontorhaus, Holstentorhalle, Volkshaus und Hallenbad – umgeben sein sollte. Auch dieser Plan gelangte nicht zur Ausführung.

Holstentorprojekt (1930)
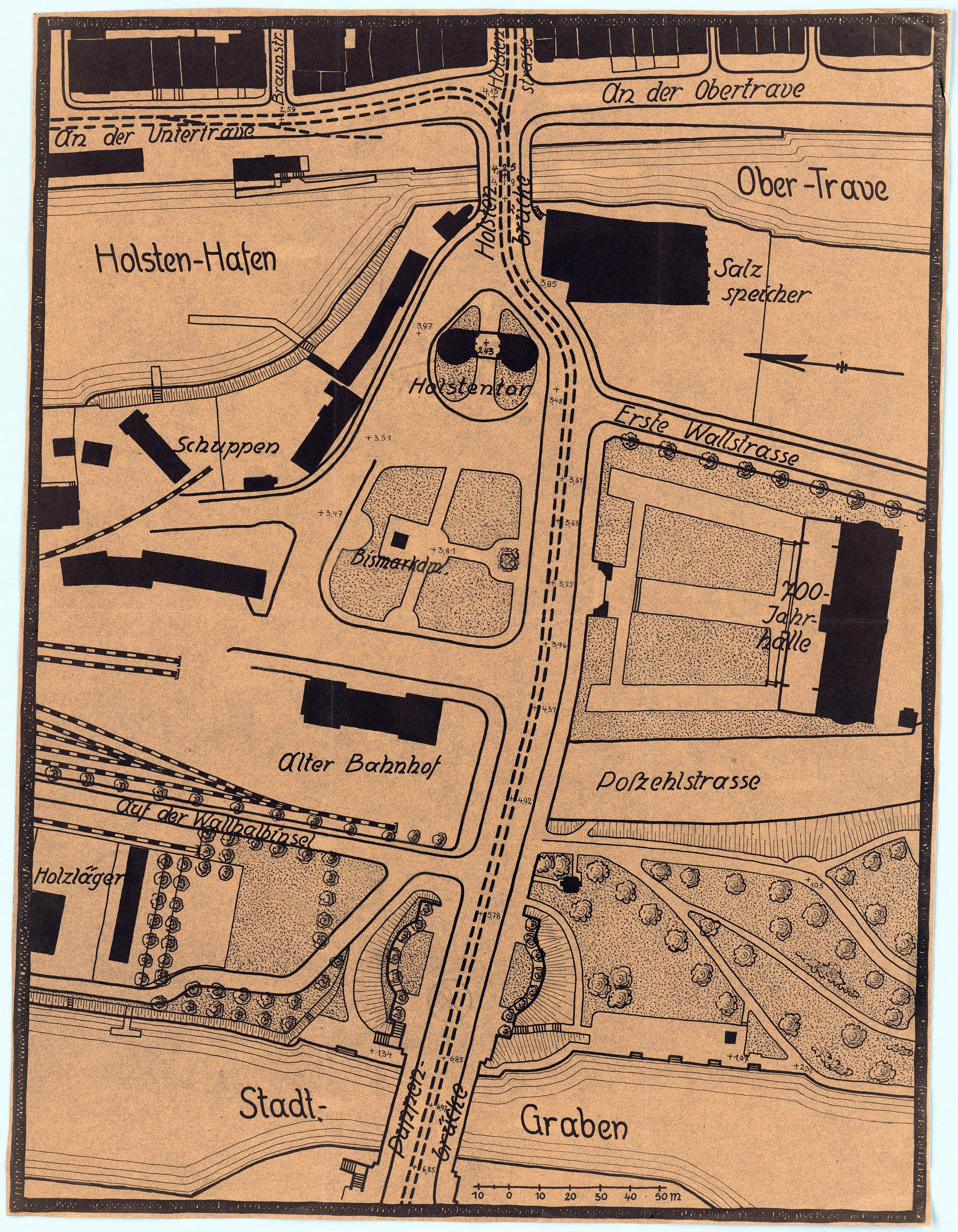
Lageplan 1930
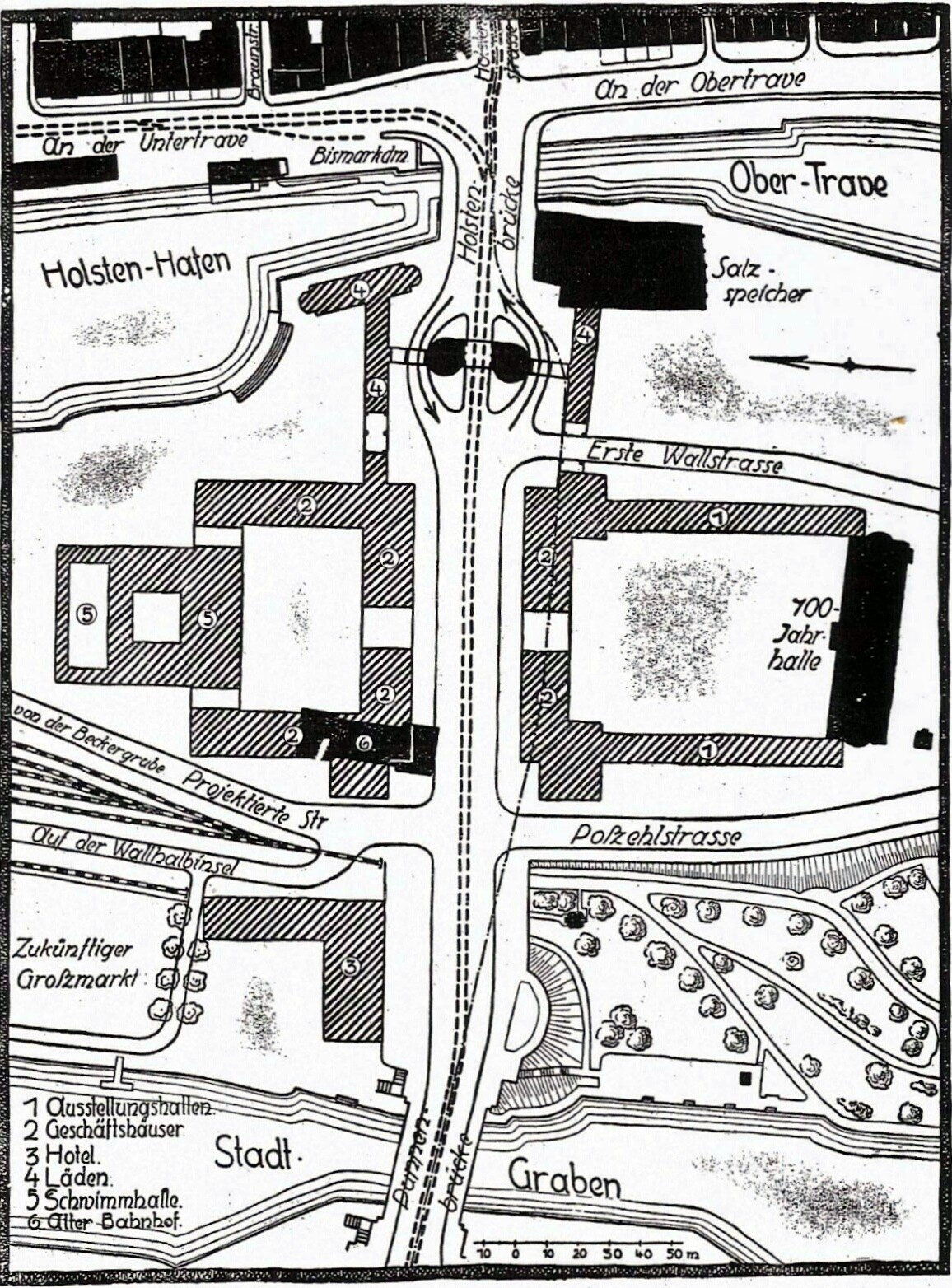
Entwurf 1
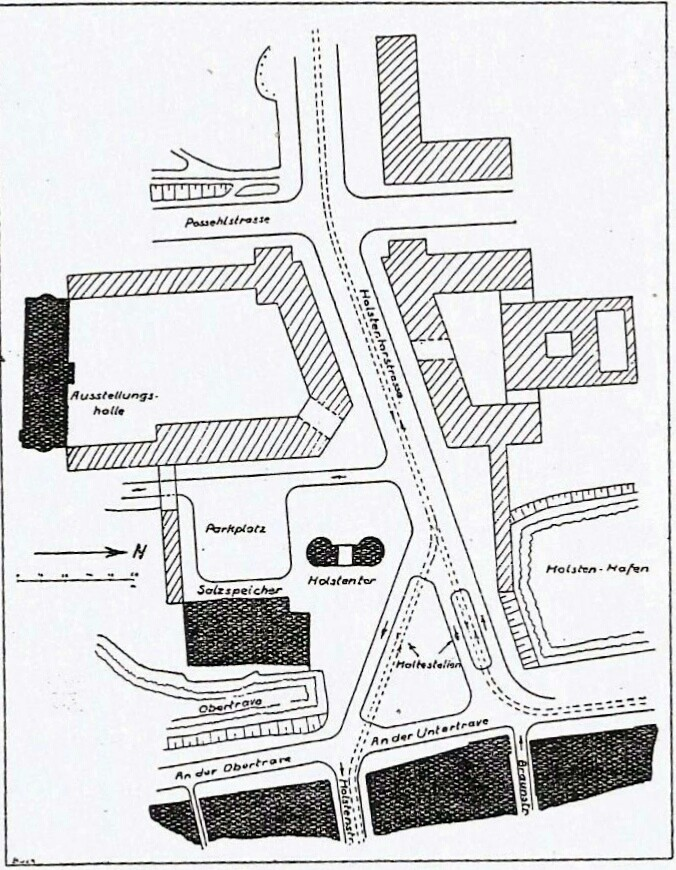
Entwurf 2
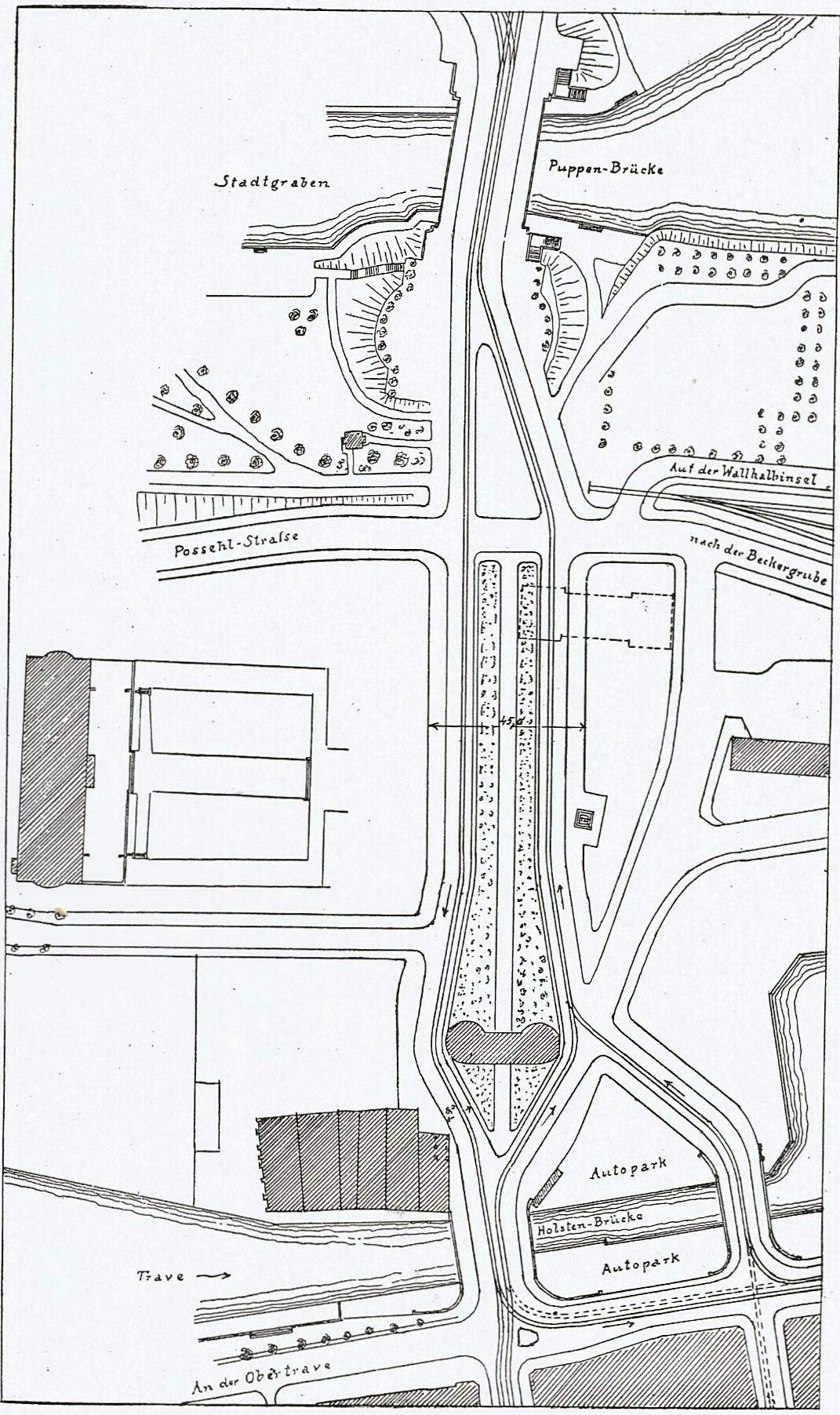
Entwurf 3

Basierend auf den 1914 von Johannes Baltzer, der Lageplan für das sich daraus entwickelnde Holstentorprojekt sollte bis dahin derselbe bleiben, stammenden letzten Vorschlag entwickelte Stadtbaudirektor Hans Pieper den Entwurf 1. Das Verkehrsaufkommen hatte bis 1929 jedoch derart zugenommen, dass nur noch die Straßenbahn durch das Holstentor, dessen Erhalt wie der der Salzspeicher immer unstrittig war, hindurch- der übrige Verkehr herumfahren würde. Auch die Realisierung des Entwurfs, der im Oktober 1929 von sowohl von der Baubehörde, als auch dem Denkmalrat der Stadt einstimmig angenommen wurde, sah jedoch schwere Eingriffe in die Bausubstanz vor. Der komplette Verkehr war also nun am Holstentor herumzuführen.
Ein weiteres Problem, das Nadelöhr der Haltestellen auf der Holstenbrücke war noch nicht beseitigt worden. Erwin Barth oder Leopold Thieme entwarfen ähnliche Lösungen wie die von Pieper im Entwurf 2.
Als auch die Reichsbank als letzter Investor für die neuen Gebäude ihre Pläne zurückzog, schlug Emil Scheufler Grünflächen vor. Die Steigung der der den Platz umschließenden Straßen würde geringer, die auf der Holstenbrücke verbreitert werden. An dem Ende des Platzes hätten sowohl der Platz als auch die Außenstraßen die gleiche Höhe. Pieper setzte dies im Entwurf 3 um.

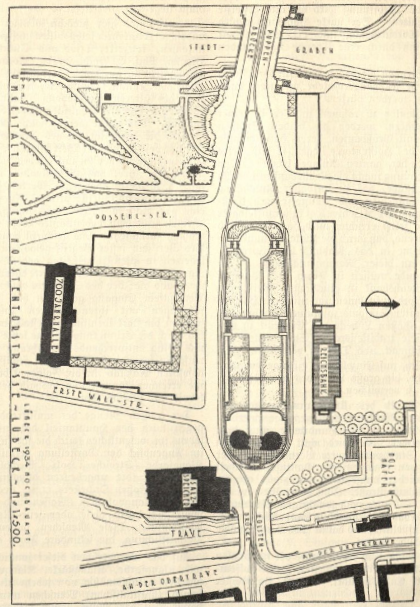
Endgültiger Plan (1933/34)

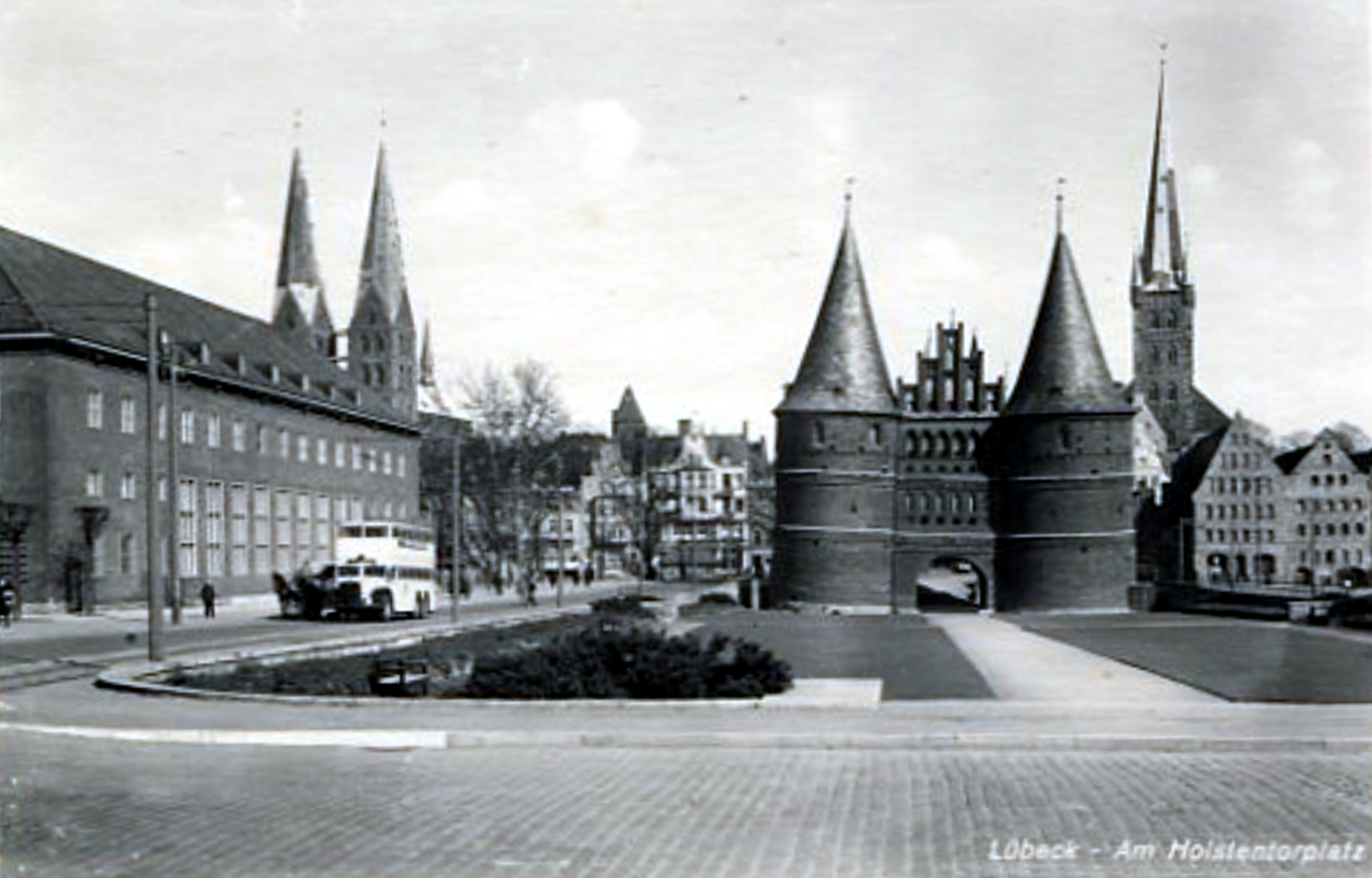
Der Holstentorplatz zwischen 1934 und 1938

Am 26. September 1933 legte Pieper dem Senat einen neuen, völlig anders gearteten Plan vor. Nunmehr schlug er vor, Straße und Straßenbahn von der Puppenbrücke an nach Fahrtrichtungen weiträumig getrennt um das Holstentor herumzuführen und erst hinter dem Bauwerk, unmittelbar vor der Holstenbrücke wieder zu vereinen. Der dadurch entstehende Freiraum sollte als öffentliche Grünanlage gestaltet, das Holstentor zum Museum ausgebaut werden. Der Senat akzeptierte diesen Entwurf. Nachdem feststand, dass das Reichsfinanzministerium das Projekt durch Beihilfen zu fördern bereit war, begannen die Arbeiten im Januar 1934. Das alte Bahnhofsgebäude wurde abgetragen, die neuen Straßen und der Park angelegt. Am 5. Oktober wurde der Platz, der den Namen Holstentorplatz erhielt, der Öffentlichkeit übergeben. Von 1934 bis 1936 entstand an der Nordseite das Reichsbankgebäude.
Schon dreieinhalb Jahre später fand eine Namensänderung in Adolf-Hitler-Platz statt. Auch in anderer Hinsicht vereinnahmte das Dritte Reich den Platz mit dem historischen Stadttor für seine Zwecke: Zwischen 1936 und 1939 fanden mehrfach Aufmärsche in Form von nationalsozialistischen Sonnenwendfeiern, Weihestunden und anderen Feierlichkeiten statt.
Nach dem Zweiten Weltkrieg wurde der Name wieder in Holstentorplatz geändert; die Grünanlage wich zunächst einem Kartoffelacker, wurde aber 1948 wiederhergestellt. 1949 fanden zwei Statuen gusseiserner liegender Löwen, die bis zu seiner Zerstörung beim Luftangriff am Palmsonntag 1942 den Eingang des Hotels Stadt Hamburg am Klingenberg flankiert hatten, einen neuen Platz beiderseits des Zugangs zur Parkanlage. Damit hatte der Holstentorplatz, bis auf kleinere Veränderungen im Detail, die Gestalt erhalten, die er bis heute aufweist.

## Bauwerke
- Holstentorplatz 2, 1934–1936 errichtetes Reichsbankgebäude des Reichsbankbaudirektors Heinrich Wolff
- Holstentorplatz 9, Holstentor. 1477 vollendetes Stadttor im Stil der Backsteingotik
- Zwei Löwenstatuen am östlichen Zugang zum Park. Die Mitte des 19. Jahrhunderts durch Christian Daniel Rauch in Eisenguss gefertigten lebensgroßen Figuren wurden 1949 dort aufgestellt
- Der Kiosk aus den 1950er Jahren mit sechseckigem Grundriss